# 戸部銀作
戸部 銀作（とべ ぎんさく、1920年4月25日 - 2006年1月7日）は、日本の古典演劇評論家、脚本家、演出家である。

## 経歴
東京生まれ。1945年旧制早稲田大学文学部国史学科を卒業後、早稲田大学演劇博物館、国立文化財研究所などを経て、演劇評論家として活躍。1967年国立劇場開場時、演出室長に就任。2003年まで国立劇場参与、日本演劇協会評議員。
1983年紫綬褒章、1991年勲三等瑞宝章、1998年松尾芸能賞受賞。
2006年1月7日、呼吸不全のため東京都千代田区の病院で死去、85歳没。

## 人物
復活狂言や、上演が途絶えていた場面の上演を積極的に行う。歌舞伎の演出、補綴の第一人者として数多くの作品を手がけ、宙乗りの仕掛け人としても知られる。
代表作は『雷神不動北山桜』(脚本・演出)、『大商蛭子島』(脚本・演出)、『義経千本桜』(演出)、『蘆屋道満大内鑑』(補綴・演出)など。

## 家族
父は帝国種苗殖産社長、豊島区会議員などをつとめた戸部長太郎。長男は歌舞伎脚本家の戸部和久。

## 著作
- 『歌舞伎の演技』演劇出版社 1956
- 『歌舞伎と新劇』福村書店 (国語と文学の教室) 1957
- 『歌舞伎のみかた　技法と魅力』第一法規出版 1973
- 『歌舞伎』新日本新書　1983